# Corazón de melón
Corazón de melón é um filme de comédia mexicano produzido em 2003 e dirigido por Luís Velez.

## Elenco
| Ator                  | Papel               |
| --------------------- | ------------------- |
| Christina Pastor      | Rosa Moscoso        |
| Daniel Martínez       | Tomás Santa Cruz    |
| Ludwika Paleta        | Fernanda Montenegro |
| Aldonza Vélez         | Lucero Ibarra       |
| Juan Carlos Colombo   | Arturo              |
| José Carlos Rodríguez | Anselmo             |
| José Alonso           | Lautaro             |
| Patricio Castillo     | Omar                |
| Paloma Woolrich       | Lucrecia            |
| Alma Rosa Añorve      | Martha              |
| Anastasia             | Bárbara             |
| Dino García           | Felipe              |